# Gunung Maddah
Gunung Maddah is een bestuurslaag in het regentschap Sampang van de provincie Oost-Java, Indonesië. Gunung Maddah telt 7270 inwoners (volkstelling 2010).